# Козмеску, Александр Александрович
Алекса́ндру Козме́ску (Александр (Лика, Ликэ) Александрович Козмеску, рум. Alexandru Cosmescu; 24 мая 1922, Яссы — 29 сентября 1989, Кишинёв) — молдавский советский прозаик, драматург и переводчик.

## Биография
Александру Козмеску родился в 1922 году в интеллигентной румынско-еврейской семье: его мать, бессарабского происхождения, получила образование в Вене, отец происходил из румынского городка Питешты в валашском уезде Арджеш. Семья в ту пору проживала в бессарабском селе Ворничены (ныне Страшенского района Молдовы), но Александр и его брат-близнец Георгий родились в частной клинике в Яссах.
Детство будущего писателя прошло в Ворниченах, затем семья переехала в Кишинёв, где Александру поступил в гимназию Александра Донича (Liceul Alexandru Donici). Его брат Георгий погиб в результате несчастного случая в 1937 году. В 1938 году дебютировал стихотворениями в гимназическом журнале «Ликурич», который выходил при лицее Б. П. Хашдеу, а через год Козмеску и сам поступил учиться в этот лицей. В гимназии Козмеску сдружился с другим будущим молдавским поэтом Анатолом Гужелом, а несколько позже — с Константином Кондрей (тогда Коном).
После преждевременной смерти матери Александру Козмеску, сдав экзамен на бакалавриат, уехал на родину отца в Питешты, поступил на медицинский факультет Клужского университета, откуда в 1943 году был призван в румынскую армию и командирован в Кишинёв в распоряжение дислоцированного там военного госпиталя. Бабушка и дедушка по материнской линии погибли в гетто. После освобождения города советскими войсками с января по октябрь 1945 года Козмеску работал фельдшером в 3-й городской инфекционной больнице, а 17 октября был принят спецкором в газету «Тинеретул Молдовей» (Молодёжь Молдавии). Вскоре он был направлен на учёбу на Высшие журналистские курсы при ЦК ВЛКСМ и начал самостоятельно публиковаться.
В эти годы A. Козмеску дебютировал прозой в кишинёвском журнале «Октябрь», опубликовал несколько сборников прозы и драматургии в Госиздате Молдавии, многочисленные эссе и рецензии в молдавской периодике. Тогда же он занялся переводами русской классической, советской и мировой литературы на молдавский язык, постепенно выдвинувшись в качестве самого продуктивного молдавского переводчика. Так, отдельными книгами в переводах Александру Козмеску выходили произведения А. Н. Макаренко (Opere alese, 1953), Д. И. Фонвизина (Neisprăvitul, 1978), М. Ю. Лермонтова (Un erou al vremii noastre — «Герой нашего времени», 1948), А. П. Чехова, Н. В. Гоголя, В. Г. Короленко, А. И. Куприна (Opere alese, 1955), Н. А. Островского, Максима Горького (Azilul de noapte — «На дне», 1979), М. А. Шолохова (Donul Liniştit — «Тихий Дон», 1980), К. Г. Паустовского (Pagini alese, 1961), К. А. Федина, И. Г. Эренбурга («Буря», совместно с К. Кондрей, 1987), В. П. Катаева (Povestiri, 1961), В. В. Маяковского и многих других русских писателей и поэтов. В 1987 году в переводах А. А. Козмеску вышли 8 томов собрания избранных сочинений Л. Н. Толстого (Opere alese) и 3 тома собрания сочинений А. С. Пушкина (Opere alese).
A. A. Козмеску также переводил на молдавский язык и произведения мировой литературы («Остров сокровищ» Р. Л. Стивенсона, 1978; «Овод» Э. Л. Войнич, 1957, 1966 и 1989; «Сказки» Х. К. Андерсена; Călăii Анри Барбюса, 1958; Vladimir din sfera salsucului Жерара де Нерваля, 1975). В переводе Козмеску с идиша вышли три романа и несколько сборников малой прозы молдавского еврейского писателя Ихила Шрайбмана.
С 1950 года Козмеску заведовал отделом литературы и искусства газеты «Тинеретул Молдовей», в 1954 году был принят в члены Союза писателей СССР. Последующие несколько десятилетий он работал в редколлегии газеты «Молдова Сочиалистэ» (Социалистическая Молдавия) и литературного журнала «Нистру» (Днестр). Награждён орденом «Знак Почёта» (1960). Умер в 1989 году и похоронен в Кишинёве на Центральном кладбище.
Ряд выполненных Козмеску переводов были в последние годы переизданы в Кишинёве и Бухаресте. В честь А. Козмеску были названы улицы в Кишинёве (бывшая Ломоносова на Малой Малине) и Унгенах. На доме писателя была вывешена мемориальная табличка (см. здесь Архивная копия от 2 марта 2008 на Wayback Machine), его имя носит городская библиотека в Кишинёве. Писатель был женат трижды: старшая дочь Габриэла живёт в Румынии, сын Юрий — в Израиле, младший сын Александру Козмеску-младший (род. 1985) живёт в Кишинёве, выступает в молдавской и румынской печати со стихами и эссеистикой на румынском языке.

## Книги
- Spre liman (роман, повести). Госиздат Молдавии: Кишинёв, 1954.
- Молдавские рассказы (перевод с молдавского). Советский писатель: Москва, 1959.
- Drumul diamantelor (пьеса). Госиздат Молдавии: Кишинёв, 1961.
- Crugul lunilor. Литература артистикэ: Кишинёв, 1968.
- На простор (повесть, перевод с молдавского). Литература артистикэ: Кишинёв, 1977.
- Maiştri şi învăţăcei. Картя молдовеняскэ: Кишинёв, 1979.
- Волшебные пути мастерства: Воспоминания, портреты, заметки (перевод с молдавского). Литература артистикэ: Кишинёв, 1979.
- Tamara Maleru. Alexandru Cosmescu: bibliografie. Editura Museum: Кишинёв, 1997.

## Избранные переводы
- N.V. Gogol. Povestiri din Petersburg. Litera: Кишинёв, 1998.
- R.L. Stivenson. Insula comorilor. Litera: Кишинёв, 1997 и 2002.
- N.V. Gogol. Opere. В 3-х тт. Polirom: Кишинёв, 1999—2001.
- E.L. Voynich. Taunul. Litera International: Бухарест и Кишинёв, 2002.
- A.P. Cehov. Un roman cu contrabas : nuvele si schite. Litera International: Бухарест, 2002.
- H.C. Andersen. Vesmantul cel nou al regelui. Editura Prut International: Кишинёв, 2002.
- M. Lermontov. Un erou al vremii noastre. Litera International: Бухарест, 2003.
- L.N. Tolstoi. Copilaria, tineretea, adolescenta. Litera International: Бухарест, 2004.